# 第六艦隊 (日本海軍)
第六艦隊（だいろくかんたい）は旧日本海軍の艦隊の一つ。全期間を通して潜水艦のみで構成されていた艦隊である。潜水艦部隊の一元運用を図る為に各艦隊に分散配置されていた潜水戦隊を統合して1940年11月15日に編制された。開戦当初は東太平洋、インド洋、オーストラリア方面といった遠方海域における偵察活動と漸減邀撃作戦への従事が想定されていた。

## 概要
太平洋戦争開戦時はハワイ方面の偵察、特殊潜航艇による真珠湾突入、東太平洋での通商破壊、オーストラリア方面の機雷敷設に従事した。しかし真珠湾攻撃の成功により、主目的であった漸減邀撃の必要性が薄れ、オーストラリア東沖やインド洋での通商破壊に重きを置くようになる。シドニーおよびディエゴ・スアレスへの特殊潜航艇突入、真珠湾爆撃を敢行した二式飛行艇への洋上給油活動など、潜水艦の特性を活かした特殊任務にも従事している。
ペナン島を拠点として継続していたインド洋方面の通商破壊活動にはドイツ潜水艦部隊も加わり、一定の成果を挙げたが、大本営では必要性を認めず、散開線を基本とした潜水艦戦術を変えなかった。
ソロモン諸島の攻防戦に際して、連合軍基地があるエスピリッツサント島やニューカレドニア島への偵察任務に従事したが、厳重な警戒を敷かれて戦没艦が続出した。駆逐艦による「ネズミ輸送」も困難になった末期には、潜水艦による「モグラ輸送」に借り出され、被害が続出している。やがてソロモン諸島から撤退し、クェゼリン環礁を拠点として内南洋の警戒を担当した。しかしこの頃には、連合軍はハンターキラー戦術の採用やソナーの改良、ヘッジホッグの開発などの対潜技術を確立しており、返り討ちになる艦が続出した。1944年2月にクェゼリン環礁が陥落し、拠点を失った艦隊はいったん内地へ帰還した。
サイパン島を巡る地上戦に備え、島に残留する提督たちを救出するべく、サイパンに残留した高木武雄長官の意志を無視する形で救出作戦に借り出されたが、到達するまでに戦没する艦が続出した。事態を知った高木長官は救出作戦の中止を訴え、他の提督と同様に戦死した。
マリアナ沖海戦・レイテ沖海戦に際して、偵察部隊として派遣されたが、前線の実情に合わない散開線戦術に拘ったことが禍して、無線通信の傍受や哨戒線の看破などによって返り討ちに遭い、最前線の邀撃部隊としての任務は果たせなくなった。
1944年11月8日より、人間魚雷「回天」の実戦投入が始まり、回天母艦として潜水艦を運用することになった。以後、終戦までに28回出撃している。
ウルシー環礁爆撃を目指して出撃した伊400・伊401は、終戦の詔勅を受けて引き返し、9月2日に米軍の監視下のもと横須賀港に帰還し、第六艦隊の全行動を終了した。終戦時まで攻撃に徹した唯一の艦艇部隊である。

## 編制
※潜水艦名は正式には、例えば「伊号第一潜水艦」と表記するが本稿では省略表記し、アラビア数字も使用する。
※伊21～伊24（機雷潜型）は、巡潜型（伊1以降）の量産に伴い番号が重複するため、1938年（昭和13年）6月1日に改名、艦番に100を加えた。
※伊51～伊75（海大型）は、巡潜型の更なる量産に伴い番号が重複するため、1942年（昭和17年）5月20日に改称、艦番に100を加えた。
　 なお、伊176～伊185（海大7型）は、当初より100代で竣工した。

### 1940年11月15日、新編時の編制
- 独立旗艦：香取
- 第1潜水戦隊：大鯨・伊20
  - 第1潜水隊：伊15・伊16・伊17
- 第2潜水戦隊：五十鈴
  - 第11潜水隊：伊74・伊75
  - 第12潜水隊：伊68・伊69・伊70
  - 第20潜水隊：伊71・伊72・伊73
- 第3潜水戦隊：長鯨・伊7
  - 第7潜水隊：伊1・伊2・伊3
  - 第8潜水隊：伊4・伊5・伊6

### 1941年12月10日、太平洋戦争開戦時の編制
- 独立旗艦：香取
- 第1潜水戦隊：靖国丸・伊9
  - 第1潜水隊：伊15・伊16・伊17
  - 第2潜水隊：伊18・伊19・伊20
  - 第3潜水隊：伊21・伊22・伊23
  - 第4潜水隊：伊24・伊25・伊26
- 第2潜水戦隊：さんとす丸・伊7・伊10
  - 第7潜水隊：伊1・伊2・伊3
  - 第8潜水隊：伊4・伊5・伊6
- 第3潜水戦隊：大鯨・伊8
  - 第11潜水隊：伊74・伊75
  - 第12潜水隊：伊68・伊69・伊70
  - 第20潜水隊：伊71・伊72・伊73

### 1942年7月14日、ミッドウェー海戦後の編制
- 独立旗艦：香取
- 第1潜水戦隊：平安丸・伊9
  - 第2潜水隊：伊15・伊17・伊19
  - 第4潜水隊：伊25・伊26
  - 第15潜水隊：伊31・伊32・伊33
- 第2潜水戦隊：さんとす丸・伊7
  - 第7潜水隊：伊1・伊2・伊3
  - 第8潜水隊：伊4・伊5・伊6
- 第3潜水戦隊：靖国丸・伊11
  - 第11潜水隊：伊174・伊175
  - 第12潜水隊：伊168・伊169・伊171・伊172
- 第8潜水戦隊：日枝丸・伊10
  - 第1潜水隊：伊16・伊18・伊20
  - 第3潜水隊：伊21・伊22・伊24
  - 第14潜水隊：伊27・伊29・伊30

### 1944年4月1日、戦時編制制度改定後の編制
- 伊10・伊11
- 第2潜水隊：伊19・伊21・伊39・伊40
- 第7潜水隊：伊2・伊5・伊6
- 第12潜水隊：伊169・伊171・伊174・伊175・伊176
- 第15潜水隊：伊16・伊32・伊35・伊36・伊38・伊41・伊42・伊43・伊45
- 第22潜水隊：伊177・伊180・伊181・伊184・伊185
- 第34潜水隊：呂36・呂37・呂38・呂39・呂40・呂41・呂42・呂43・呂44

- 第7潜水戦隊
  - 第51潜水隊：呂104・呂105・呂106・呂108・呂109・呂110・呂111・呂112・呂113・呂114・呂115
- 第8潜水戦隊
  - 附属潜水隊：伊8、伊26・伊27・伊29・伊37・伊52・伊165・伊166・呂501
- 第11潜水戦隊：長鯨・筑紫丸
  - 伊44・伊46・伊53・伊54・伊183・呂45・呂46・呂47・呂48・呂116・呂117

### 1945年6月1日　最終時の編制
- 第1潜水隊：伊13・伊14・伊400・伊401
- 第15潜水隊：伊36・伊44・伊47・伊53・伊56・伊58・伊351・伊361・伊363・伊366・伊367
- 第16潜水隊：伊369・伊372・波101・波102・波103・波104・波105
- 第34潜水隊：伊156・伊157・伊158・伊159・伊162・伊165・呂46・呂50・呂109
- 第11潜水戦隊：長鯨、伊201・伊202・伊373
- 第31潜水艦基地隊：伊8・伊12
- 附属：第六三一海軍航空隊　晴嵐×6

## 歴代司令長官
1. 平田昇中将：1940年11月15日 -
2. 清水光美中将：1941年7月21日 -
3. 小松輝久中将：1942年3月16日 -
4. 高木武雄中将：1943年6月21日 -
5. 三輪茂義中将：1944年7月10日 -
6. 醍醐忠重中将：1945年5月1日 - 1945年9月15日（解隊）

## 歴代参謀長
1. 市岡寿少将：1940年11月15日 -
2. 三戸寿少将：1941年1月6日 -
3. 島本久五郎少将：1942年10月22日 -
4. 仁科宏造少将：1943年11月15日 -
5. 佐々木半九少将：1944年12月21日 - 1945年9月15日（解隊）

## 昭和14年度海軍小演習
昭和14年度の海軍小演習で第六艦隊が臨時に編成された。編制ではないため艦隊司令長官は親補職ではない。
第六艦隊
（注）以下全て昭和14年7月1日付 海軍辞令公報 （部内限） 第352号による。
司令長官：住山徳太郎中将
参謀長：園田滋少将
第十三戦隊
司令官：堀内茂礼少将
第三水雷戦隊
司令官：吉田庸光少将
第三潜水戦隊
司令官：樋口修一郎少将
第四十掃海隊
司令：宮下頼永 中佐
第十防備隊
司令：小田原憲一中佐
第十一通信隊
司令：真田雄二少佐